# マクシム・パンテレイモネンコ
マクシム・パンテレイモネンコ（Maxim Panteleymonenko, 1981年9月1日 - ）は、ウクライナの元男子バレーボール選手。元バレーボールウクライナ男子代表。

## 来歴
1998年にユース代表となり、2001年ユニバーシアードに出場。同年ウクライナ代表に選出され、2005年欧州選手権に出場した。ウクライナリーグでは2006年にMVPとベストスパイカー賞、2007年にベストスパイカー賞を受賞し、同年VプレミアリーグのJTサンダーズへ移籍。天皇杯・皇后杯全日本バレーボール選手権大会の優勝に貢献した。
2009年、ロシア・スーパーリーグの強豪ゼニト・カザンでプレーし、同年ドーハで開催された世界クラブ選手権に出場。ベストスコアラー部門5位の活躍で3位入賞に貢献した。

## 所属クラブ
- Law Academy Kharkiv （1999-2005年）
- Markokhim Mariupol （2005-2006年）
- Azovstal Mariupol （2006-2007年）
- JTサンダーズ （2007-2008年）
- ユグラ・サモトロル・ニジネヴァルトフスク（2008-2009年）
- ゼニト・カザン（2009-2011年）
- ファケル・ノヴィ・ウレンゴイ（2011-2012年）
- ウラル・ウファ（2012-2013年）
- ベロゴリエ・ベルゴロド（2013-2014年）
- ディナモ・クラスノダール（2014-2017年）
- ゼニト・カザン（2017-2018年）